# Pascal Jacques
Pour les articles homonymes, voir Jacques.
Ne pas confondre avec la handballeuse internationale française Pascale Jacques.
 Pascal Jacques, né le 31 janvier 1967, est un handballeur français évoluant au poste d'arrière.
Il compte 7 sélections en équipe de France de 1987 à 1988,.
Il évolue en club au SMEC Metz dans les années 1980. Le club messin étant relégué au terme de la saison 1990-1991, il rejoint alors l'OM Vitrolles. Il y remporte la Coupe d'Europe des vainqueurs de coupe 1992-1993 et perd la finale de la Coupe d'Europe des vainqueurs de coupe 1993-1994. Il est également champion de France 1993-1994, remporte la Coupe de France 1992-1993. Il est vice-champion de France 1991-1992 et 1994-1995 ainsi que finaliste de la Coupe de France 1991-1992.
Il retourne au Stade messin à l'intersaison 1995.
Il entraîne l'équipe féminine de l'ASPTT Metz lors de la saison 2000-2001 : il est finaliste de la Coupe de France et vice-champion de France.
Il entraîne ensuite le club réunionnais de La Tamponnaise.
Il est marié à la joueuse hongroise naturalisée française Melinda Szabó, qu'il a entraîné à Metz. Leur fille Emma pratique aussi le handball de haut niveau. Leur fils Wilson s'est orienté vers le basket-ball et est international en équipe de France jeunes (U15 à U17).

## Palmarès
Compétitions internationales
- Coupe d'Europe des vainqueurs de Coupe (1)
  - Vainqueur : 1993.
  - Finaliste : 1994.

Compétitions nationales
- Championnat de France (1)
  - Champion : 1994
  - Vice-champion : 1992, 1993, 1995.
- Coupe de France (2)
  - Vainqueur : 1993, 1995.
  - Finaliste : 1992.